# Bizkarreta
Bizkarreta-Gerendiain (in basco) è una frazione di 98 abitanti del comune di Erro nella parte di lingua basca della comunità autonoma della Navarra. Il suo nome in lingua spagnola è Viscarret.
Il villaggio si trova sul Camino Francés, che porta a Santiago di Compostela e fu nel Medioevo un luogo importante per i pellegrini che vi si fermavano dopo aver lasciato Roncisvalle.

## Monumenti
La chiesa di San Pietro risale al XIII secolo ed ha alcuni elementi gotici ed una interessante abside rettangolare.